# Ilmatar Corona
L'Ilmatar Corona è una struttura geologica della superficie di Venere.